# Rudolf von Seitz

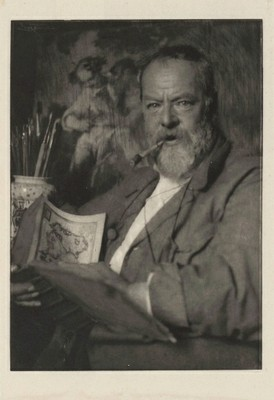
Rudolf von Seitz, Aufnahme von Frank Eugene

Rudolf (von) Seitz (* 15. Juni 1842 in München; † 18. Juni 1910 ebenda) war ein deutscher Maler, Zeichner und Kunstgewerbler.

## Leben
Seitz war Schüler seines Vaters, des Dekorationsmalers und Illustrators Franz von Seitz. Seine Mutter war Wilhelmine Königer. Nach der Ausbildung beim Vater trat er in die Schule Pilotys ein. Er begann mit Genrebildern (Peter Vischer zeigt den Bestellern das vollendete Sebaldusgrab, Noble Passionen) und wandte dann seine Tätigkeit vorzugsweise der Illustration, dem Kunstgewerbe und der dekorativen Malerei zu.

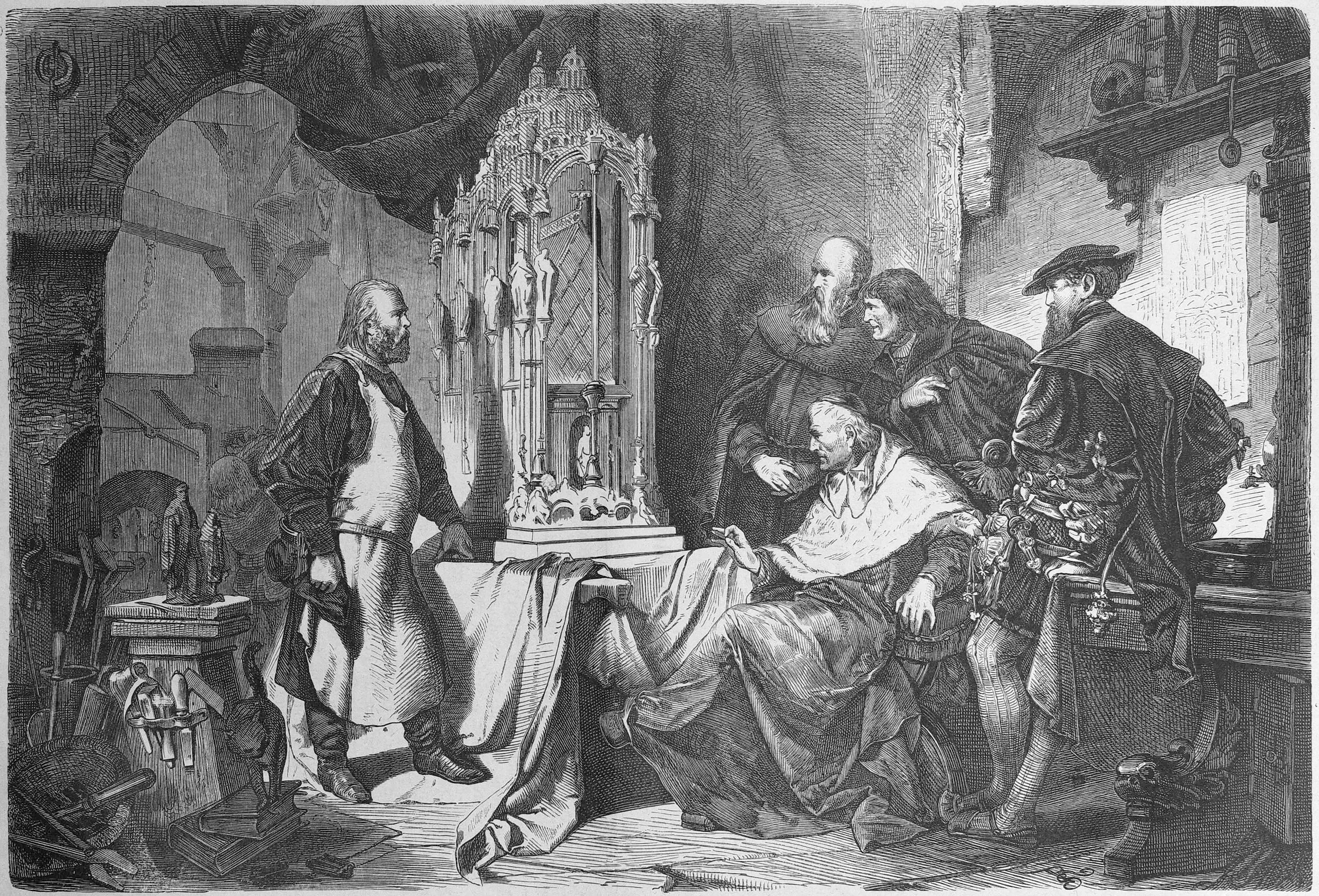
In Peter Vischer’s Gießhütte zu Nürnberg (Die Gartenlaube, 1867, S. 501)

Er hat unter anderem für eine Prachtausgabe von Schillers Glocke und Goethes Faust, deren Illustrationen von Liezen-Mayer herrühren, die ornamentalen Umrahmungen und Druckverzierungen im Rokokostil geliefert. Er bevorzugte den Stil der deutschen Spätrenaissance und des Rokoko. In seinen dekorativen Malereien (im Kunstgewerbemuseum und an den Fassaden von Münchener Gasthäusern), zeigte sich eine gewisse Manieriertheit. 1878 gründete er gemeinsam mit Gabriel von Seidl die Inneneinrichtungsfirma Seitz & Seidl, wo bald auch Emanuel von Seidl tätig wurde und die Leitung des Ateliers für Innendekoration übernahm. Das erfolgreiche Unternehmen bestand bis 1898.
1883 wurde er Konservator des Nationalmuseums in München. 1888 wurde er Professor an der Münchner Kunstakademie. 1900 wurde Seitz geadelt. Unter seinen Schülern waren Franz Xaver Dietrich und Richard Throll.
Er heiratete in Kloster Seeon im Jahr 1869 Carolina Paulina Marotte de Montigny (* 1844). Diese entstammte einer belgischen Adelsfamilie, die mit ihrem Vater Karl Marotte de Montigny im Jahr 1842 in den bayrischen Freiherrenstand aufgenommen worden war. Rudolf von Seitz hatte einen Sohn namens Hans.

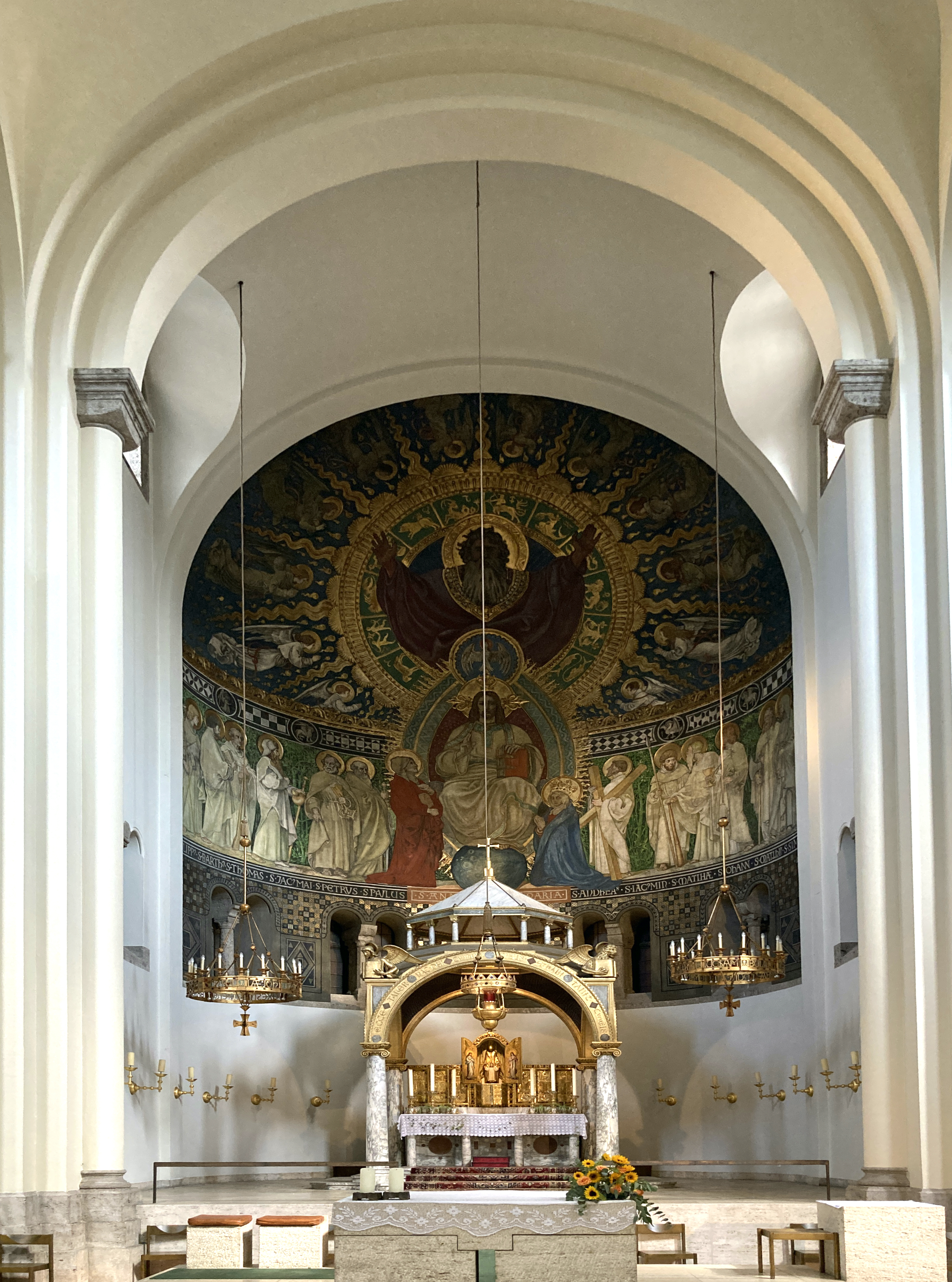
Apsisfresko von Rudolf von Seitz aus dem Jahr 1892 mit Darstellung der Heiligsten Dreifaltigkeit, Aposteln sowie Maria (rechts) und deren Mutter Anna (links) in der Kirche St. Anna in München

## Grabstätte

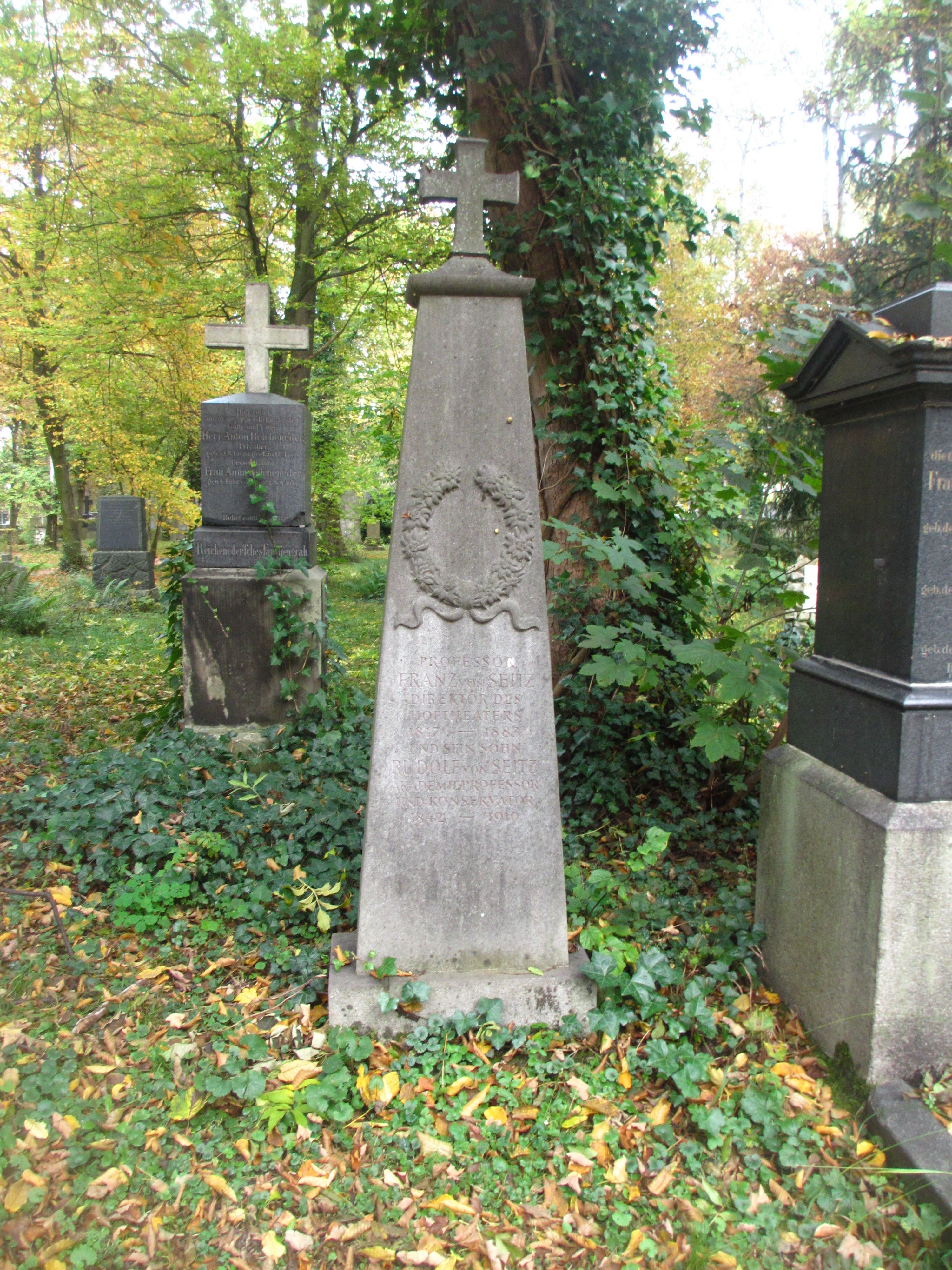
Grab von Rudolf Seitz auf dem Alten Südlichen Friedhof in München

Die Grabstätte von Rudolf Seitz (im Grab Vaters Franz von Seitz) befindet sich auf dem Alten Südlichen Friedhof in München (Gräberfeld 25 – Reihe 13 – Platz 36) Standort.